# Christoph Metzelder
Christoph Metzelder (Haltern, 5 november 1980) is een Duits voormalig profvoetballer die doorgaans als verdediger speelde. Hij debuteerde op 15 augustus 2001 in het Duits voetbalelftal, tegen Hongarije. Hij maakte deel uit van de Duitse nationale selecties voor het WK voetbal 2002, WK voetbal 2006 en het EK voetbal 2008. Metzelder stond in de basis tijdens zowel de door Duitsland verloren finale van het wereldkampioenschap voetbal 2002 als de eveneens door Duitsland verloren finale van het Europees kampioenschap voetbal 2008. Tijdens de WK's van 2002 en 2006 kwam hij in alle zeven door Duitsland gespeelde wedstrijden in actie,  en tijdens het EK van 2008 in alle zes door Duitsland gespeelde wedstrijden. Hij speelde 47 interlands, waarin hij niet tot scoren kwam.

## Erelijst
Borussia Dortmund
- Kampioen Bundesliga

2001/02
 Real Madrid
- Kampioen Primera División

2007/08
- Supercopa

2008
 FC Schalke 04
- DFB-Pokal

2010/11

## Voorwaardelijke celstraf
Eind april 2021 werd hij door een Duitse rechtbank veroordeeld tot een voorwaardelijke gevangenisstraf van tien maanden voor het in het bezit hebben en verspreiden van kinderporno.
1 Kahn  ·
2 Linke ·
3 Rehmer ·
4 Baumann ·
5 Ramelow ·
6 Ziege ·
7 Neuville ·
8 Hamann ·
9 Jancker ·
10 Ricken ·
11 Klose ·
12 Lehmann ·
13 Ballack ·
14 Asamoah ·
15 Kehl ·
16 Jeremies ·
17 Bode ·
18 Böhme ·
19 Schneider ·
20 Bierhoff ·
21 Metzelder ·
22 Frings ·
23 Butt ·
Coach: Völler
1 Lehmann ·
2 Jansen ·
3 Friedrich ·
4 Huth ·
5 Kehl ·
6 Nowotny ·
7 Schweinsteiger ·
8 Frings ·
9 Hanke ·
10 Neuville ·
11 Klose ·
12 Kahn ·
13 Ballack  ·
14 Asamoah ·
15 Hitzlsperger ·
16 Lahm ·
17 Mertesacker ·
18 Borowski ·
19 Schneider ·
20 Podolski ·
21 Metzelder ·
22 Odonkor ·
23 Hildebrand ·
Coach: Klinsmann
1 Lehmann ·
2 Jansen ·
3 Friedrich ·
4 Fritz ·
5 Westermann ·
6 Rolfes ·
7 Schweinsteiger ·
8 Frings ·
9 Gómez ·
10 Neuville ·
11 Klose ·
12 Enke ·
13 Ballack  ·
14 Trochowski ·
15 Hitzlsperger ·
16 Lahm ·
17 Mertesacker ·
18 Borowski ·
19 Odonkor ·
20 Podolski ·
21 Metzelder ·
22 Kurányi ·
23 Adler ·
Coach: Löw